# Plåttorpesjön (Misterhults socken, Småland, 636861-154002)
Plåttorpesjön är en sjö i Oskarshamns kommun i Småland och ingår i Marströmmens huvudavrinningsområde.